# Der Ring des Polykrates (opéra)
Personnages
- Wilhelm Arndt, Le maître de chapelle
- Laura, sa femme
- Florian Döblinger, timbalier et copiste de partitions
- Lieschen, servante de Laura
- Peter Vogel, ami de Wilhelm

Der Ring des Polykrates (op. 7) est un opéra d'Erich Wolfgang Korngold basé sur un livret de Leo Feld, révisé par Julius Korngold, le père du compositeur, et basé sur l'œuvre éponyme de Heinrich Teweles.

## Argument
Un après-midi d'automne de l'année 1797, dans une salle dans le style de la fin du XVIIIe siècle d'une petite résidence saxonne, Florian et Lieschen s'accordent sur leur désir de se marier. Wilhelm et Laura, deux heureux époux, sont heureux de la promotion de Wilhelm comme maître de chapelle. Peter Vogel, ami de Wilhelm, à qui on a volé des papiers et de l'argent pendant le voyage, annonce sa visite dans une lettre et lui demande de le retrouver à un bureau de poste. Alors que la chambre d'hôte est en préparation pour la visite annoncée, Laura écrit dans son journal intime la brève amourette qu'elle a eue pour Vogel.
Vogel arrive et regarde d'abord le confort de l'appartement de Wilhelm, qui prend conscience de son malheur. La conversation suivante avec Wilhelm traite de la malchance de Vogel et de la chance de Wilhelm. Vogel évoque la ballade L'Anneau du Polycrate de Friedrich Schiller, pour que Wilhelm sache bien ce qu'il a sacrifié dans le mariage. Wilhelm cherche alors noise avec Laura, lui demande sa loyauté et lui fait des reproches, afin que Laura ne puisse plus garder la paix. Maintenant, Florian met également sa Lieschen à l'épreuve en essayant par tous les moyens d'imiter son maître, ce que Lieschen considère comme les caprices d'un ivrogne. Wilhelm et Laura sont les témoins de cette imitation, ce qui les rend conscients de leur incompréhension mutuelle. Florian et Lieschen reçoivent au cours de l'illumination heureuse de ce malentendu la licence du mariage, tandis que Vogel est désigné comme une victime des dieux et rudement mis à la porte comme un fauteur de trouble.

## Histoire
À 10 ans, Erich Wolfgang Korngold, à la recherche d'un sujet pour un opéra, découvre la comédie Der Ring des Polykrates de Heinrich Teweles d'après un texte de Friedrich Schiller. En 1913, le jeune compositeur crée le thème et en 1914 complète la partition. Comme l'œuvre est trop courte pour être jouée seule, la première a lieu le 28 mars 1916 en deuxième partie de la soirée après Violanta, le deuxième opéra de Korngold.

## Distribution
| Rôle                                                  | Typologie vocale | Création 28 mars 1916 (Chef d'orchestre : Bruno Walter) |
| ----------------------------------------------------- | ---------------- | ------------------------------------------------------- |
| Wilhelm Arndt, Le maître de chapelle                  | ténor            | Karl Erb (de)                                           |
| Laura, sa femme                                       | soprano          | Maria Ivogün                                            |
| Florian Döblinger, timbalier et copiste de partitions | Tenor            | Franz Gruber                                            |
| Lieschen, servante de Laura                           | soprano          |                                                         |
| Peter Vogel, ami de Wilhelm                           | basse            |                                                         |

## Orchestration
| Instrumentation de Der Ring des Polykrates                                                                |
| Bois |
| 3 flûtes (aussi 3 piccolos), 2 hautbois (aussi 2 cors anglais), 2 clarinettes, 2 bassons, un contrebasson |
| Cuivres                                                                                                   |
| 3 cors, 2 trompettes 1 trombone,                                                                          |
| Percussions                                                                                               |
| 2 timbales glockenspiel, xylophone, triangle, caisse claire, grosse caisse, cymbales, tam-tam célesta     |
| Cordes pincées                                                                                            |
| harpe |

## Source de la traduction
- (de) Cet article est partiellement ou en totalité issu de l’article de Wikipédia en allemand intitulé « Der Ring des Polykrates (Oper) » (voir la liste des auteurs).